# Gustavo Ramos Becerra
Gustavo Ramos Becerra es un político mexicano que, fue miembro del Partido Revolucionario Institucional y ocupó el cargo de Presidente Municipal de Chihuahua de 1995 a 1998. Estudió la carrera de Médico Cirujano y Partero en la Universidad Autónoma de Chihuahua, y se dedicó varios años al ejercicio profesional y a la docencia. Tiene la especialidad de Cirugía plástica.
Cuando ejerció el cargo de Presidente Municipal, fue acusado de enriquecimiento ilícito que conllevó una investigación y juicio por ello, del cual fue declarado inocente en todas las instancias.
Renunció la militancia en el PRI y fue postulado como candidato del Partido de la Revolución Democrática y Convergencia a Presidente Municipal de Chihuahua en las Elecciones de 2007, en las que obtuvo el 1.01% de los votos.